# Pegram
Pegram is een plaats (town) in de Amerikaanse staat Tennessee, en valt bestuurlijk gezien onder Cheatham County.

## Demografie
Bij de volkstelling in 2000 werd het aantal inwoners vastgesteld op 2146.
In 2006 is het aantal inwoners door het United States Census Bureau geschat op 2163, een stijging van 17 (0,8%).

## Geografie
Volgens het United States Census Bureau beslaat de plaats een oppervlakte van
20,7 km², geheel bestaande uit land.

## Plaatsen in de nabije omgeving
De onderstaande figuur toont nabijgelegen plaatsen in een straal van 20 km rond Pegram.

## Geboren
- Horace McCoy (1897-1955), schrijver